# Liste des médaillés olympiques en saut à ski
Cet article présente la liste des médaillés aux Jeux olympiques en saut à ski.

## Compétitions masculines

### Tremplin normal
| Édition                                | Or                          | Argent                                    | Bronze                      |
| Innsbruck 1964                         | Veikko Kankkonen (FIN)      | Toralf Engan (NOR)                        | Torgeir Brandtzæg (NOR)     |
| Grenoble 1968                          | Jiří Raška (TCH)            | Reinhold Bachler (AUT)                    | Baldur Preiml (AUT)         |
| Sapporo 1972                           | Yukio Kasaya (JPN)          | Akitsugu Konno (JPN)                      | Seiji Aochi (JPN)           |
| Innsbruck 1976                         | Hans-Georg Aschenbach (RDA) | Jochen Danneberg (RDA)                    | Karl Schnabl (AUT)          |
| Lake Placid 1980                       | Anton Innauer (AUT)         | Manfred Deckert (RDA) Hirokazu Yagi (JPN) | –                           |
| Sarajevo 1984                          | Jens Weißflog (RDA)         | Matti Nykänen (FIN)                       | Jari Puikkonen (FIN)        |
| Calgary 1988                           | Matti Nykänen (FIN)         | Pavel Ploc (TCH)                          | Jiří Malec (TCH)            |
| Albertville 1992                       | Ernst Vettori (AUT)         | Martin Höllwarth (AUT)                    | Toni Nieminen (FIN)         |
| Lillehammer 1994                       | Espen Bredesen (NOR)        | Lasse Ottesen (NOR)                       | Dieter Thoma (GER)          |
| Nagano 1998                            | Jani Soininen (FIN)         | Kazuyoshi Funaki (JPN)                    | Andreas Widhölzl (AUT)      |
| Salt Lake City 2002                    | Simon Ammann (SUI)          | Sven Hannawald (GER)                      | Adam Małysz (POL)           |
| Turin 2006                             | Lars Bystøl (NOR)           | Matti Hautamäki (FIN)                     | Roar Ljøkelsøy (NOR)        |
| Vancouver 2010                         | Simon Ammann (SUI)          | Adam Małysz (POL)                         | Gregor Schlierenzauer (AUT) |
| Sotchi 2014 (Résultats détaillés)      | Kamil Stoch (POL)           | Peter Prevc (SLO)                         | Anders Bardal (NOR)         |
| Pyeongchang 2018 (Résultats détaillés) | Andreas Wellinger (GER)     | Johann André Forfang (NOR)                | Robert Johansson (NOR)      |
| Pékin 2022 (Résultats détaillés)       | Ryōyū Kobayashi (JPN)       | Manuel Fettner (AUT)                      | Dawid Kubacki (POL)         |

### Grand tremplin
| Édition                                | Or                        | Argent                   | Bronze                      |
| Chamonix 1924                          | Jacob Tullin Thams (NOR)  | Narve Bonna (NOR)        | Anders Haugen (TCH)         |
| Saint-Moritz 1928                      | Alf Andersen (NOR)        | Sigmund Ruud (NOR)       | Rudolf Burkert (TCH)        |
| Lake Placid 1932                       | Birger Ruud (NOR)         | Hans Beck (NOR)          | Kaare Wahlberg (SWE)        |
| Garmisch-Partenkirchen 1936            | Birger Ruud (NOR)         | Sven Selånger (SWE)      | Reidar Andersen (NOR)       |
| Saint-Moritz 1948                      | Petter Hugstedt (NOR)     | Birger Ruud (NOR)        | Thorleif Schjelderup (NOR)  |
| Oslo 1952                              | Arnfinn Bergmann (NOR)    | Torbjørn Falkanger (NOR) | Karl Holmström (SWE)        |
| Cortina d'Ampezzo 1956                 | Antti Hyvärinen (FIN)     | Aulis Kallakorpi (FIN)   | Harry Glaß (EUA)            |
| Squaw Valley 1960                      | Helmut Recknagel (EUA)    | Niilo Halonen (FIN)      | Otto Leodolter (AUT)        |
| Innsbruck 1964                         | Toralf Engan (NOR)        | Veikko Kankkonen (FIN)   | Torgeir Brandtzæg (NOR)     |
| Grenoble 1968                          | Vladimir Belooussov (URS) | Jiří Raška (TCH)         | Lars Grini (NOR)            |
| Sapporo 1972                           | Wojciech Fortuna (POL)    | Walter Steiner (SUI)     | Rainer Schmidt (RDA)        |
| Innsbruck 1976                         | Karl Schnabl (AUT)        | Anton Innauer (AUT)      | Henry Glaß (RDA)            |
| Lake Placid 1980                       | Jouko Törmänen (FIN)      | Hubert Neuper (AUT)      | Jari Puikkonen (FIN)        |
| Sarajevo 1984                          | Matti Nykänen (FIN)       | Jens Weißflog (RDA)      | Pavel Ploc (TCH)            |
| Calgary 1988                           | Matti Nykänen (FIN)       | Erik Johnsen (NOR)       | Matjaž Debelak (YUG)        |
| Albertville 1992                       | Toni Nieminen (FIN)       | Martin Höllwarth (AUT)   | Heinz Kuttin (AUT)          |
| Lillehammer 1994                       | Jens Weißflog (GER)       | Espen Bredesen (NOR)     | Andreas Goldberger (AUT)    |
| Nagano 1998                            | Kazuyoshi Funaki (JPN)    | Jani Soininen (FIN)      | Masahiko Harada (JPN)       |
| Salt Lake City 2002                    | Simon Ammann (SUI)        | Adam Małysz (POL)        | Matti Hautamäki (FIN)       |
| Turin 2006                             | Thomas Morgenstern (AUT)  | Andreas Kofler (AUT)     | Lars Bystøl (NOR)           |
| Vancouver 2010                         | Simon Ammann (SUI)        | Adam Małysz (POL)        | Gregor Schlierenzauer (AUT) |
| Sotchi 2014 (Résultats détaillés)      | Kamil Stoch (POL)         | Noriaki Kasai (JPN)      | Peter Prevc (SLO)           |
| Pyeongchang 2018 (Résultats détaillés) | Kamil Stoch (POL)         | Andreas Wellinger (GER)  | Robert Johansson (NOR)      |
| Pékin 2022 (Résultats détaillés)       | Marius Lindvik (NOR)      | Ryōyū Kobayashi (JPN)    | Karl Geiger (GER)           |

### Concours par équipes
| Édition                                | Or                                                                                | Argent                                                                            | Bronze                                                                                |
| Calgary 1988                           | Finlande Ari-Pekka Nikkola Matti Nykänen Jari Puikkonen Tuomo Ylipulli            | Yougoslavie Matjaž Debelak Miran Tepeš Primož Ulaga Matjaž Zupan                  | Norvège Ole Christian Eidhammer Ole Gunnar Fidjestøl Erik Johnsen Jon Inge Kjørum     |
| Albertville 1992                       | Finlande Risto Laakkonen Mika Laitinen Toni Nieminen Ari-Pekka Nikkola            | Autriche Andreas Felder Martin Höllwarth Heinz Kuttin Ernst Vettori               | Tchécoslovaquie František Jež Tomáš Goder Jiří Parma Jaroslav Sakala                  |
| Lillehammer 1994                       | Allemagne Christof Duffner Hansjörg Jäkle Dieter Thoma Jens Weißflog              | Japon Masahiko Harada Noriaki Kasai Jinya Nishikata Takanobu Okabe                | Autriche Andreas Goldberger Stefan Horngacher Heinz Kuttin Christian Moser            |
| Nagano 1998                            | Japon Kazuyoshi Funaki Masahiko Harada Takanobu Okabe Hiroya Saitō                | Allemagne Hansjörg Jäkle Sven Hannawald Martin Schmitt Dieter Thoma               | Autriche Martin Höllwarth Stefan Horngacher Reinhard Schwarzenberger Andreas Widhölzl |
| Salt Lake City 2002                    | Allemagne Sven Hannawald Stephan Hocke Martin Schmitt Michael Uhrmann             | Finlande Janne Ahonen Matti Hautamäki Risto Jussilainen Veli-Matti Lindström      | Slovénie Damjan Fras Robert Kranjec Primož Peterka Peter Žonta                        |
| Turin 2006                             | Autriche Martin Koch Andreas Kofler Thomas Morgenstern Andreas Widhölzl           | Finlande Janne Ahonen Janne Happonen Matti Hautamäki Tami Kiuru                   | Norvège Lars Bystøl Tommy Ingebrigtsen Roar Ljøkelsøy Bjørn Einar Romøren             |
| Vancouver 2010                         | Autriche Andreas Kofler Wolfgang Loitzl Thomas Morgenstern Gregor Schlierenzauer  | Allemagne Michael Neumayer Martin Schmitt Michael Uhrmann Andreas Wank            | Norvège Anders Bardal Johan Remen Evensen Tom Hilde Anders Jacobsen                   |
| Sotchi 2014 (Résultats détaillés)      | Allemagne Severin Freund Marinus Kraus Andreas Wank Andreas Wellinger             | Autriche Thomas Diethart Michael Hayböck Thomas Morgenstern Gregor Schlierenzauer | Japon Daiki Itō Noriaki Kasai Reruhi Shimizu Taku Takeuchi                            |
| Pyeongchang 2018 (Résultats détaillés) | Norvège Daniel-André Tande Andreas Stjernen Johann André Forfang Robert Johansson | Allemagne Karl Geiger Stephan Leyhe Richard Freitag Andreas Wellinger             | Pologne Maciej Kot Stefan Hula Dawid Kubacki Kamil Stoch                              |
| Pékin 2022 (Résultats détaillés)       | Autriche Stefan Kraft Daniel Huber Jan Hörl Manuel Fettner                        | Slovénie Lovro Kos Cene Prevc Timi Zajc Peter Prevc                               | Allemagne Constantin Schmid Stephan Leyhe Markus Eisenbichler Karl Geiger             |

## Compétition féminine

### Tremplin normal
| Édition                                | Or                 | Argent                       | Bronze               |
| Sotchi 2014 (Résultats détaillés)      | Carina Vogt (GER)  | Daniela Iraschko-Stolz (AUT) | Coline Mattel (FRA)  |
| Pyeongchang 2018 (Résultats détaillés) | Maren Lundby (NOR) | Katharina Althaus (GER)      | Sara Takanashi (JPN) |
| Pékin 2022 (Résultats détaillés)       | Urša Bogataj (SLO) | Katharina Althaus (GER)      | Nika Križnar (SLO)   |

## Compétition mixte

### Tremplin normal
| Édition                          | Or                                                       | Argent                                                            | Bronze                                                                        |
| Pékin 2022 (Résultats détaillés) | Slovénie Nika Križnar Timi Zajc Urša Bogataj Peter Prevc | ROC Irma Makhinia Danil Sadreïev Irina Avvakoumova Evgeniy Klimov | Canada Alexandria Loutitt Matthew Soukup Abigail Strate MacKenzie Boyd-Clowes |